# Кен Джонс
Кен Джонс (англ. Ken Jones; 2 січня 1936, Абердер — 18 січня 2013, Сток-он-Трент) — валлійський футболіст, що грав на позиції воротаря, зокрема за «Сканторп Юнайтед».

## Ігрова кар'єра
У дорослому футболі дебютував 1957 року виступами за команду клубу «Кардіфф Сіті», в якій провів один сезон, взявши участь у 24 матчах чемпіонату.
Своєю грою за цю команду привернув увагу представників тренерського штабу клубу «Сканторп Юнайтед», до складу якого приєднався 1958 року. Відіграв за команду з Сканторпа наступні шість сезонів своєї ігрової кар'єри. Більшість часу, проведеного у складі «Сканторп Юнайтед», був основним голкіпером команди.
Згодом з 1964 по 1967 рік грав у складі команд клубів «Чарльтон Атлетик» та «Ексетер Сіті».
Завершив професійну ігрову кар'єру у клубі «Йовіл Таун», за команду якого виступав протягом 1967—1970 років.
Помер 18 січня 2013 року на 78-му році життя у місті Сток-он-Трент.

## Виступи за збірну
1958 року був молодий воротар був включений як резервний голкіпер до заявки збірної Уельсу для участі в чемпіонаті світу 1958 року у Швеції. В іграх мундіалю участі не брав, пізніше до лав збірної не залучався і жодної офіційної гри у її складі не провів. 